# Papaipema rigida
Papaipema rigida é uma espécie de mariposa da família Noctuidae. Pode ser encontrada na América do Norte.

O número MONA ou Hodges para Papaipema rigida é 9503.